# Dusona lividariae
Dusona lividariae är en stekelart som beskrevs av Hinz 1963. Dusona lividariae ingår i släktet Dusona och familjen brokparasitsteklar. Inga underarter finns listade i Catalogue of Life.